# Andreolepis
Andreolepis är ett utdött släkte fiskar kända endast genom bevarade fjäll, bland annat på Gotland.
De levde under yngre silur för omkring 415 miljoner år sedan, och har tolkats som de äldsta strålfeniga fiskarna, omkring 40 miljoner år förde de äldsta säkra fynden av denna fiskklass.